# Оптоелектроніка

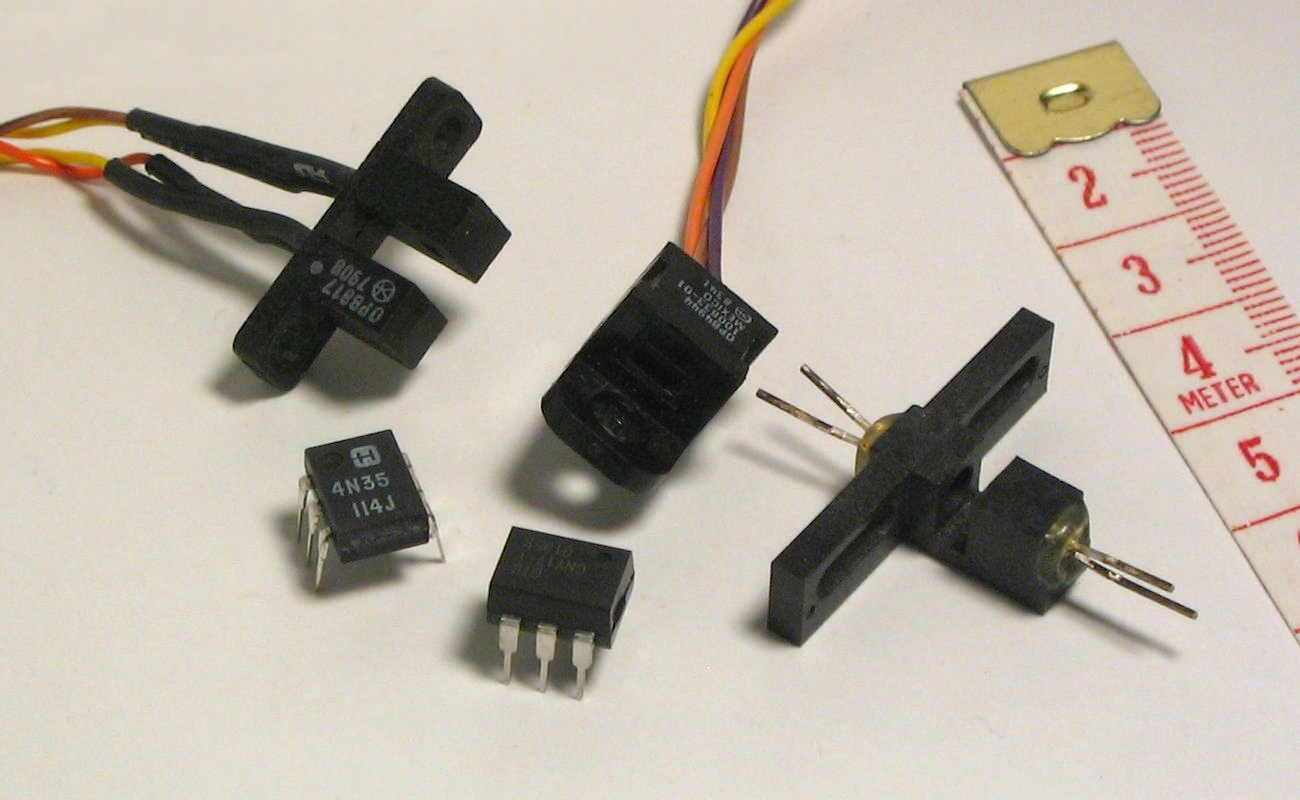
Різні види оптронів

Оптоелектрóніка — напрям електроніки, що охоплює питання використання оптичних і електричних методів обробки, зберігання і передачі інформації.Охоплює теоретичні дослідження взаємодії електромагнітнітних полів оптичного діапазону (частоти 3 × 1011 – 3 × 1017 Гц або довж. хвиль 1 нм – 1 мм) з електронами у твердих тілах та інших субстанціях, розробляє прикладні аспекти створення оптоелектроних приладів.
Прилади оптоелектроніки:
- Для перетворення світла в електричний струм — фотоопори (фоторезистори), фотодіоди (p-n, лавинний), фототранзистори, фототиристори, піроелектричні приймачі, прилади із зарядним зв'язком (ПЗЗ), фотоелектронні помножувачі (ФЕП).

- Для перетворення струму в світлове випромінювання — різного роду лампи розжарювання, індикатори електролюмінесцентні, напівпровідникові світлодіоди і лазери (газові, твердотільні, напівпровідникові).

- Для ізоляції електричних кіл (послідовного перетворення «струм-світло-струм») служать окремі пристрої оптоелектроніки — оптопари — резисторні, діодні, транзисторні, тиристорні, оптопари на одноперехідних фототранзисторах і оптопари з відкритим оптичним каналом.

- Для застосування в різних електронних пристроях служать оптоелектронні інтегральні схеми — інтегральні мікросхеми, в яких здійснюється оптичний зв'язок між окремими вузлами або компонентами з метою ізоляції їх один від одного (гальванічної розв'язки).

Справа в тому, що в багатьох випадках виявляється необхідним або зручним вводити в лінії зв'язку ділянки, на яких передача інформації здійснювалася б не у вигляді електричних, а у вигляді оптичних (світлових) сигналів. Так, наприклад, при роботі з радіоелектронними вимірювальними приладами або з електронно-обчислювальними машинами, інформація, яку зчитує оператор, для зручності звичайно виводиться у вигляді світлових сигналів – світіння сигнальних ламп, світлових табло, цифрових індикаторів, дисплеїв тощо.
І навпаки, при роботі із світловими сигналами часто на певному етапі виникає необхідність перетворення їх в електричні. Подібні задачі виникають у багатьох фізичних експериментах, в системах автоматики і контролю, коли первинну світлову інформацію потрібно ввести для обробки в радіоелектронні пристрої.
Основними елементами таких змішаних оптико-електронних систем є пристрої для перетворення сигналів одного виду в інший. Прилади, які перетворюють світлові сигнали в електричні називаються фотоприймачами, а ті, що виконують обернене перетворення – випромінювачами світла.
При цьому, як правило, під оптоелектронними приладами розуміють малогабаритні напівпровідникові прилади, а під світлом – електромагнітне випромінювання ультрафіолетового, видимого та інфрачервоного діапазонів в межах довжин хвиль від 0,2 до 50 мкм.
Оптронами називають оптоелектронні  прилади,  в  яких  є джерело і  приймач  випромінювання, що  конструктивно пов'язані один  з одним .
Принцип  дії  оптронів: у випромінювачі енергія  електричного сигналу  перетворюється в  світлову, у фотоприймачі, навпаки,  світловий  сигнал  викликає  електричний відгук.
Таким чином в електронному колі такий прилад виконує функцію елементу зв'язку,  в якому в той же час здійснена  електрична (гальванічна) розв'язка входу і  виходу.
Практично  поширення  набули   лише  оптрони, у яких  є прямий  оптичний зв'язок  від випромінювача  до  фотоприймача  і,  як правило, виключені всі види електричного зв'язку між цими елементами.
За  ступенем  складності  структурної  схеми  серед виробів  оптронной  техніки  виділяють  дві  групи приладів.  Оптопара  (говорять  також   “елементарний  оптрон”) є оптоелектронним  напівпровідниковим  приладом,  що складається з випромінюючого і фотоприймального  елементів,   між  якими   є  оптичний зв'язок,   що забезпечує  електричну   ізоляцію  між входом  і  виходом.  Оптоелектронна інтегральна  мікросхема є мікросхемою,  що складається з  однієї  або  декількох  оптопар  і  електрично сполучених з ними одного або декількох пристроїв, що погоджують або підсилювальних.
При  класифікації   виробів  оптронної   техніки  враховується  два  моменти:  тип   фотоприймального  пристрою і конструктивні особливості приладу в цілому.
Три основні  групи  виробів  оптронної  техніки: оптопари (елементарні  оптрони),   оптоелектронні  (оптронні) інтегральні  мікросхеми  і  спеціальні   види  оптронів.  
Для найпоширеніших оптопар використовуються такі скорочення: 
Д - діодна, Т - транзисторна, R - резистор, У - тиристор, Т2 - з складеним фототранзистором, ДТ - діодно-транзисторна, 2Д (2Т) - діодна (транзисторна) диференціальна.
1. ↑  Л.Б. ДМИТРІЄВА В.С.ДМИТРІЄВ (2013). ОПТОЕЛЕКТРОНІКА (укр) . Запоріжжя: Міністерство освіти і науки України Запорізька державна інженерна академія. с. 5.
2. ↑  Сорокін, В. М. Оптоелектроніка. Енциклопедія Сучасної України (укр.). Процитовано 4 вересня 2024.